# Bad Steben
Bad Steben er en købstad (markt) i Landkreis Hof i den nordøstlige del af den bayerske regierungsbezirk Oberfranken i det sydlige Tyskland. Før den fik titlen Königlich Bayerisches Staatsbad blev byen kaldt Steben og var centrum for minedriften i Frankenwald.

## Geografi
Bad Steben ligger i Naturpark Frankenwald.
Landsbyer og bebyggelser med indbyggertal:

| - Bobengrün/Horwagen 546 - Bad Steben 1905 - Carlsgrün 279 - Christusgrün 32 - Dürrnberg 12 - Erlaburg 3 | - Fichten 15 - Gerlas 73 - Krötenmühle 9 - Lochau 41 | - Mordlau 5 - Obersteben 350 - Oberzeitelwaid 2 - Schafhof 12 - Schleeknock 17 | - Schöne Aussicht 5 - Thierbach 207 - Thierbacherhammer 3 - Thierbachermühle 6 - Untere Zeitelwaidt 13 |

I alt: 3535 indbyggere
(pr. 31. december 2006)

## Personligheder
- Geografen og naturvidenskabsmanden Alexander von Humboldt levede og arbejdede fra 1792 til 1795 i Bad Steben

## Eksgterne henvisninger
- Wikimedia Commons har flere filer relateret til Bad Steben
- http://www.geschichte-steben.de/ Arkiveret 3. maj 2007 hos  Wayback Machine Geschichtsverein Bad Steben